# Todd Strasser
Todd Strasser (Nova Iorque, 5 de maio de 1950) é um prolífico escritor estadunidense, autor de mais de 130 romances para jovens e adolescentes e romantização de filmes, muitos deles escritos sob pseudônimos como Sanchest e T.S. Rhue.